# Paul Kpaka
Paul Kpaka, né le 7 août 1981 à Kenema, en Sierra Leone, est un footballeur international sierra-léonais. Il joue au poste d'attaquant. 

## Biographie
Né à Kenema, la troisième plus grande ville de Sierra Leone, il a commencé le football dans les rues de la ville où il a grandi. Dans sa jeunesse, il n'était pas considéré comme un grand espoir du football sierra-léonais mais il a persévéré et a tout de même signé aux Kamboi Eagles, club de Division 1 de Sierra Leone. Il y joue de 1995 à 1997.
À partir de 1997, il va faire le tour de l'Europe à la recherche d'un club : il joue au Degerfors IF de juillet à décembre 1997, à Östers IF de janvier à mai 1998 et au Feyenoord en 1998-1999. En 1999, le club de RWD Molenbeek le fait venir en Belgique où il passe deux premières saisons de stabilité relative. Il joue 57 matchs pour 22 buts en Jupiler League. 
Ses performances attirent l'attention d'autres clubs et il est transféré en 2002 au Germinal Beerschot. Durant sa première saison il fut meilleur buteur de la Jupiler League avec 28 buts. Il fait une deuxième saison tout aussi réussie au Germinal Beerschot (20 buts toutes compétitions confondues) avant de signer à Genk, champion de Belgique 2002. En 2003 il est troisième du Soulier d'ébène belge, qui récompense le meilleur footballeur africain de l'année en Belgique.  
L'objectif du RC Genk, cette année-là était d'être de retour dans les deux premières places de la Jupiler League. Malheureusement pour lui il se blesse en début de saison au Ligament croisé antérieur ce qui l'éloigne des terrains pendant six mois. Il ne marque que six buts en deux saisons et le club finit à deux reprises à la quatrième place.
Lors de la saison 2005-2006, il s'engage pour le RBC Roosendaal, un club du championnat des Pays-Bas pour se relancer. Il n'y reste finalement qu'un an et rejoint à nouveau la Belgique et le club de KSV Roulers. Il marque huit buts en deux ans et annonce son retour au Germinal Beerschot pour la saison 2008-2009. Il y reste deux saisons sans beaucoup jouer.

## Carrière
- 1995-1997 : Kamboi Eagles ( Sierra Leone)
- juil à décembre 1997 : Degerfors IF ( Suède)
- jan à mai 1998 : Östers IF ( Suède)
- 1998-99 : Feyenoord ( Pays-Bas)
- 1999-2001 : RWD Molenbeek ( Belgique)
- 2001-2003 : Germinal Beerschot A. ( Belgique)
- 2003-2005 : RC Genk ( Belgique)
- 2005-2006 : RBC Roosendaal ( Belgique)
- 2006-2008 : KSV Roulers ( Belgique)
- 2008-2010 : Germinal Beerschot A. ( Belgique)

## Équipe nationale
Kpaka fait ses débuts internationaux avec l'équipe de Sierra Leone contre le Gabon (0-2) le 12 octobre 2002 lors des qualifications pour la CAN 2004. Il compte huit sélections et un but entre 2002 et 2008. 
Il a gagné le Ahmad Tejan Kabbah Peace Tournament 2005, tournoi pour lequel il fut meilleur buteur (2 buts)[réf. nécessaire].